# Jacques Faty
Doudou Jacques Faty (* 25. Februar 1984 in Villeneuve-Saint-Georges) ist ein ehemaliger senegalesisch-kap-verdisch-französischer Fußballspieler. Sein jüngerer Bruder Ricardo spielt beim italienischen Klub Reggina 1914 und sein Cousin Mickaël Tavares beim US Sénart-Moissy.

## Spielerkarriere
Jacques Faty stammt aus der Jugend des französischen Erstligisten Stade Rennes. Für Rennes spielte er von 2002 bis 2007 fünf Jahre lang in der Ligue 1 und erreichte auch den UEFA-Pokal. Bei den Bretonen war er die meiste Zeit Stammspieler und konnte sich für die Jugend-Nationalmannschaften Frankreichs empfehlen. Der Abwehrspieler wechselte im Sommer 2007 zum Ligakonkurrenten und Champions-League-Teilnehmer Olympique Marseille. Zwar war er dort oft nur Ersatz in der Liga, allerdings bestritt er auch Champions League und UEFA-Pokal-Spiele für seine neue Mannschaft.
Zur Saison 2009/10 wechselte er zum FC Sochaux, für die er bis 2011 spielte. Zur neuen Saison 2011/12 unterschrieb Faty bei Sivasspor. Nach eineinhalb Spielzeit für Sivasspor verließ er diesen Verein zur Rückrunde der Spielzeit 2012/13 und wechselte zum französischen Klub SC Bastia. Weitere Vereinswechsel führten ihn in die Türkei, nach China und Australien.

## International
Jacques Faty bestritt zahlreiche Länderspiele in den diversen Jugend-Nationalmannschaften Frankreichs. Im Jahre 2001 konnte er mit seinem Team U17-Weltmeister werden, 2002 nahm er an der U21-Europameisterschaft in Portugal teil, wo er mit seiner Mannschaft im Halbfinale ausschied. Seit 2009 spielt er für die senegalesische Fußballnationalmannschaft.

## Erfolge
- 1× U-17-Weltmeister: 2001